# Worringen
Worringen ist der nördlichste Stadtteil Kölns und liegt im Stadtbezirk Chorweiler.

## Lage
Worringen liegt am linken Niederrhein.
Die benachbarten Stadtteile sind im Westen Roggendorf/Thenhoven, im Süden Blumenberg, Fühlingen und Merkenich. Nördlich Worringens liegt die Stadt Dormagen im Rhein-Kreis Neuss, östlich – jenseits des Rheins – befindet sich Monheim am Rhein.

## Geschichte

### Antike
Das Gebiet des Stadtteiles ist ungefähr seit dem Jahre 500 vor Christus besiedelt. Die ersten Siedler war der Germanisch sprechende Keltenstamm der Eburonen. Nachdem diese durch den von Cäsar veranlassten Genozid überwiegend vernichtet worden waren, veranlassen die Römer 17/18 v. Chr. die Umsiedelung der rechtsrheinisch lebenden Ubier auf die linksrheinische Rheinseite, somit auch in das Gebiet von Woringen. Es folgten um das Jahr 50 n. Chr. die Römer und etwa 355 die Franken. Die Existenz römischer Gutshöfe ist archäologisch nachgewiesen, jedoch bleibt ein Kastell Buruncum umstritten. Die Schreibweise für Worringen hat sich im Laufe der Jahrhunderte häufiger gewandelt, es finden sich auch: Worunc, Worunch, Woronc, Woring, Woeringen und Wuring.

### Mittelalter

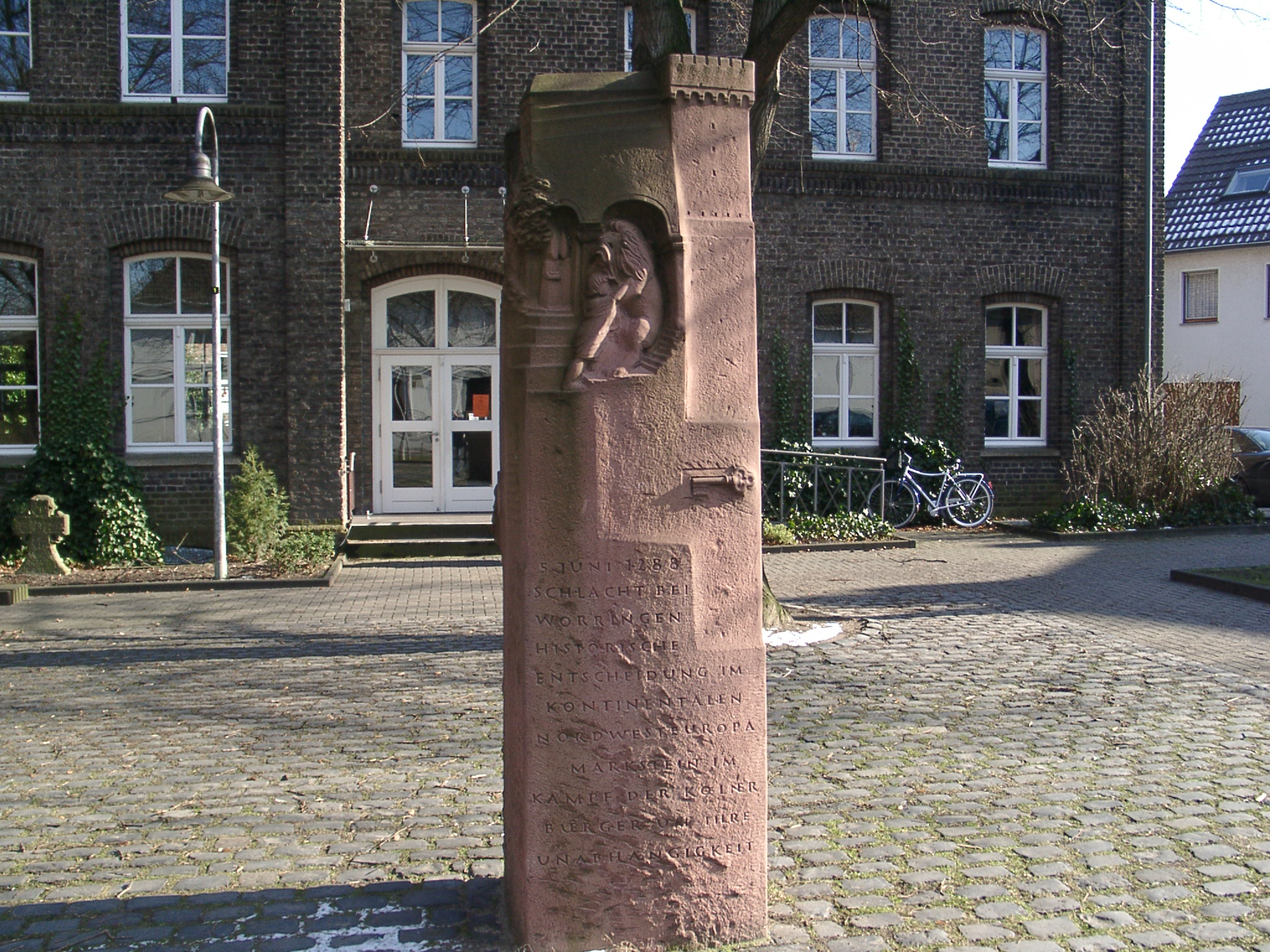
Denkmal zur Erinnerung an die Schlacht von Worringen in der Ortsmitte vor der Kirche

Im Jahre 922 wurde Worringen erstmals urkundlich erwähnt. Im Jahre 1151 verkaufte der Graf von Jülich die Vogtei Worringen an die Kölner Dompropstei. Graf Wilhelm von Holland wurde am 3. Oktober 1247 auf freiem Feld vor Worringen zum deutschen König gewählt. Im 12. und 13. Jahrhundert wurde die heute noch vorhandene, allerdings nicht mehr als Kirche genutzte, alte Pankratiuskirche erbaut.
Viele Jahrhunderte lang war Worringen der größte Ort zwischen Köln und Neuss. So fanden die Worringer Einwohner ihren Lebensunterhalt nicht nur in Landwirtschaft und der Rheinfischerei, sondern auch durch den durchreisenden Handelsverkehr, der die Existenz mehrerer Gasthöfe sicherte.
Der Kölner Erzbischof als Territorialherr sicherte den strategisch wichtigen Ort mit einer Burg.
Im Jahre 1288 fand südlich des Ortes die Schlacht von Worringen statt, in der ein Bündnis verschiedener Fürsten der Region gemeinsam mit den Bürgern der Stadt Köln den Kölner Erzbischof Siegfried von Westerburg, ihren Stadtherrn, und dessen Verbündete besiegte. Als Folge erhielt u. a. Düsseldorf die Stadtrechte. Durch den Sieg konnte aber auch Köln faktisch zur Freien Reichsstadt werden, formal sollte es bis zur Verleihung dieses Status allerdings noch bis 1475 dauern. Die Worringer Burg musste auf Geheiß der Sieger zerstört werden. Sie wurde nicht mehr aufgebaut.
Im Mittelalter hatte Worringen das Erscheinungsbild einer niederrheinischen Kleinstadt mit drei Stadttoren und einer Umwallung. Jedoch bekam der Ort, im Gegensatz zur einige Kilometer rheinabwärts gelegenen Feste Zons, nicht die Stadtrechte verliehen.

### Neuzeit

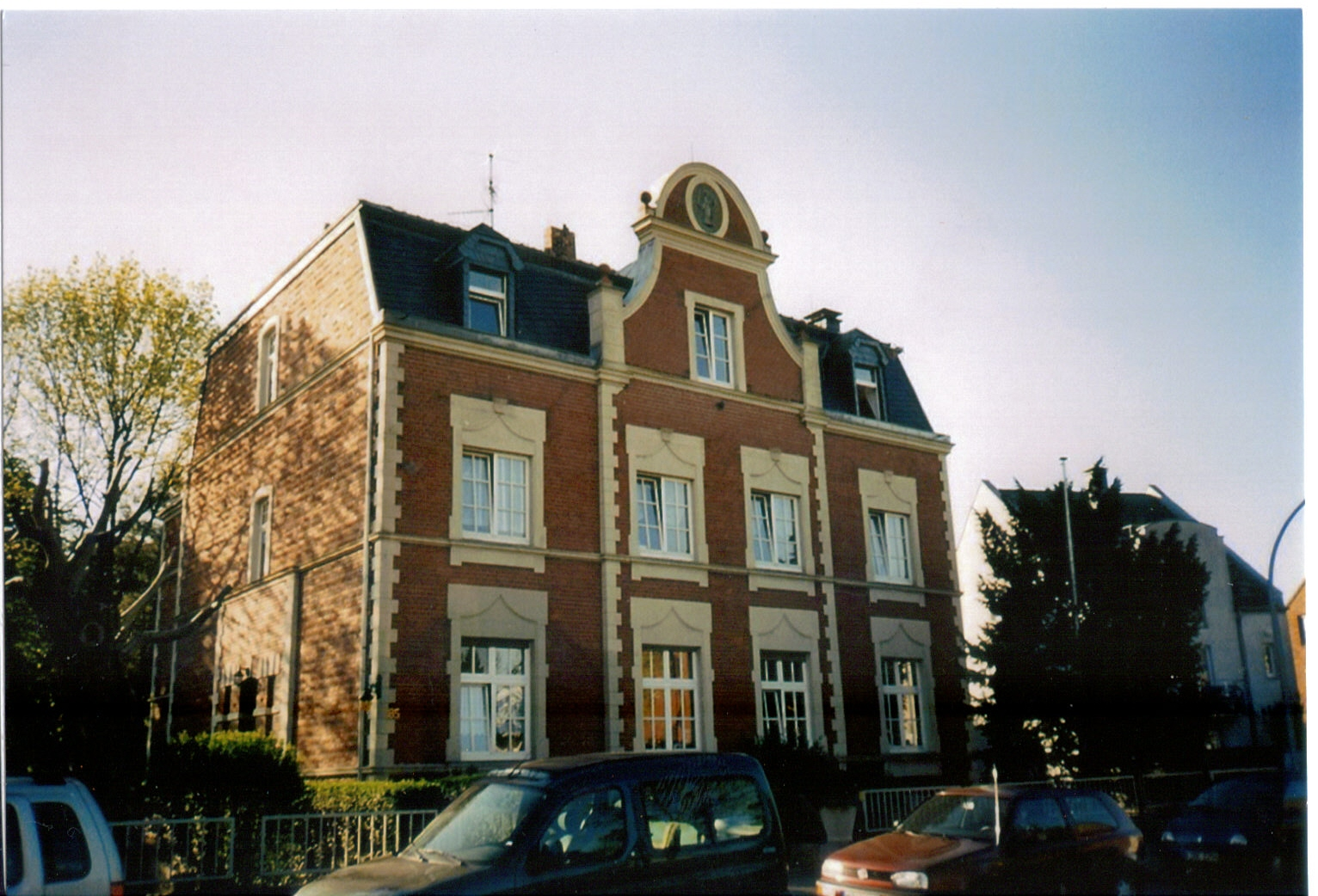
Altes Rathaus

1794 besetzten französische Revolutionstruppen Worringen und teilten den Ort dem 3. Kanton des früheren Gebietes des Erzstifts Köln zu. 1796 wurde die Mairie Worringen gebildet. Sie gehörte seit 1798 zum Kanton Zons und ein halbes Jahr später zum Kanton Dormagen im Arrondissement de Cologne im Département de la Roer. Im Jahre 1815 erfolgte die Gründung der preußischen Bürgermeisterei Worringen, die seit 1816 zum Landkreis Köln im Regierungsbezirk Köln gehörte. Zu ihr gehörten die Orte Worringen (mit den Höfen Schloss Arff südlich von Dormagen-Hackenbroich, Brüngesrather Hof, Bergerhof, Krebelshof, Blechhof bei Delhoven, Chorbusch, Furth und Piwipp bei Dormagen-Rheinfeld), Roggendorf-Thenhoven, Weiler, Fühlingen (mit Feldkassel und Stallagsberg), Langel (mit Rheinkassel und Kasselberg), und Merkenich mit den Höfen Klein-Lachem und Groß-Lachem, die südlich von Merkenich lagen – heute Stadtbezirk Köln-Nippes.
Versuche der Ortschaften Fühlingen und Weiler eine Spezialgemeinde in der Bürgermeisterei Worringen im Jahre 1869 zu bilden scheiterten.
in Worringen wurde bereits 1892 eine Freiwillige Feuerwehr gegründet, die nach der Eingemeindung als Stadtteil in die kreisfreie Stadt Köln in die Feuerwehr Köln integriert wurde und bis heute für den Brandschutz und die technische Hilfeleistung im Stadtteil Worringen und Umgebung originär zuständig ist.
Der Amtssitz des Bürgermeisters war zunächst in Worringen, von 1838 bis 1867 in Fühlingen und dann wieder in Worringen, wo 1908 das Rathaus errichtet wurde.
Die Eingemeindung der Bürgermeisterei Worringen nach Köln geschah im Jahre 1922. Ein kleiner Teil der ehemaligen Bürgermeisterei wurde Dormagen zugeteilt (Piwipp).
Noch heute bewahren die Worringer allerdings eine relativ große mentale Distanz zu Köln. So hat Worringen einen eigenen, eigenständigen Karneval, und der Karnevalszug findet in Worringen am Rosenmontag statt, während in allen anderen Kölner Stadtteilen und anderen Vororten die lokalen Karnevalszüge samstags, sonntags oder dienstags gehen.
Ein großer Teil der erwerbstätigen Bevölkerung arbeitet in der benachbarten chemischen Industrie.

### Bürgermeister

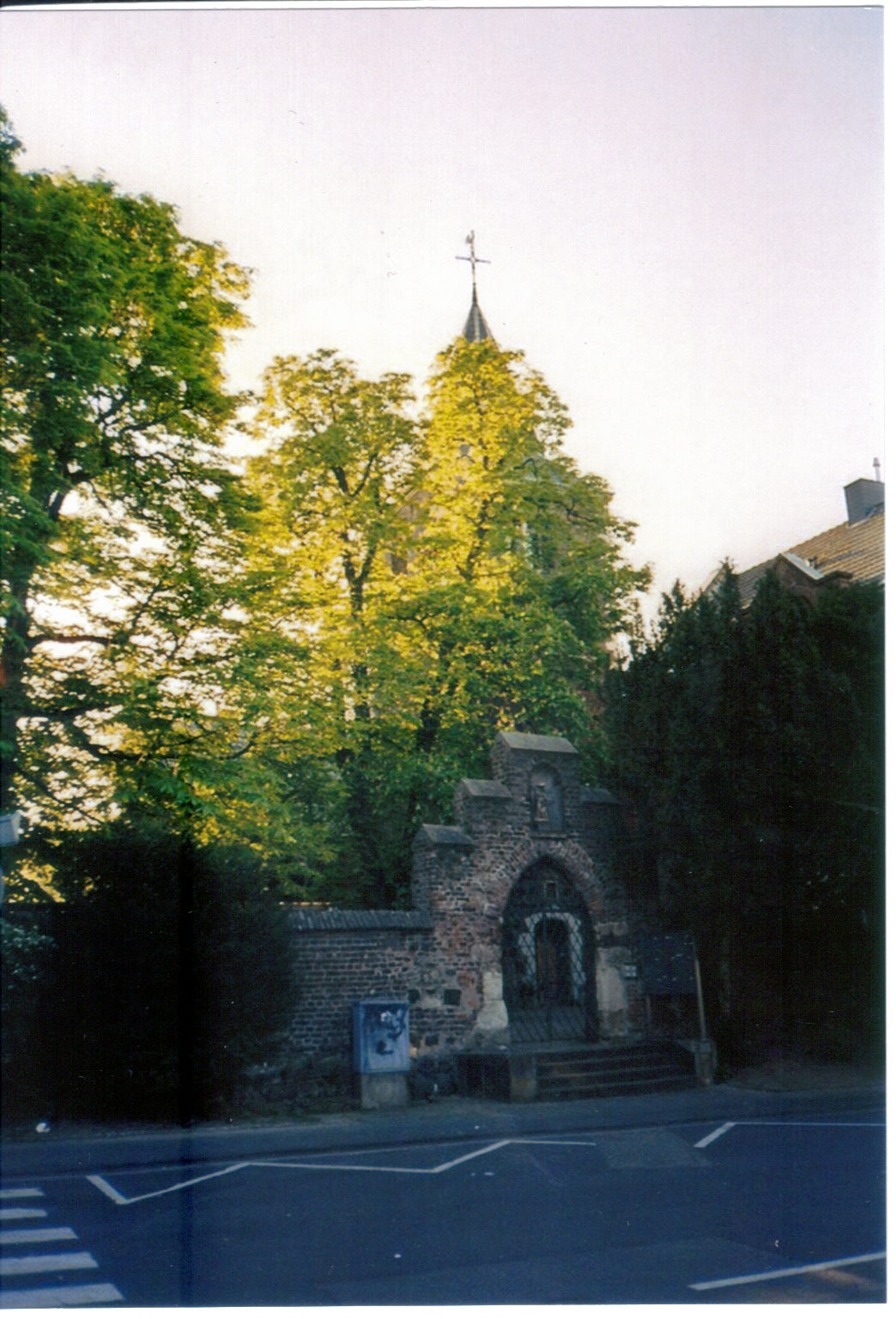
Alte katholische Kirche

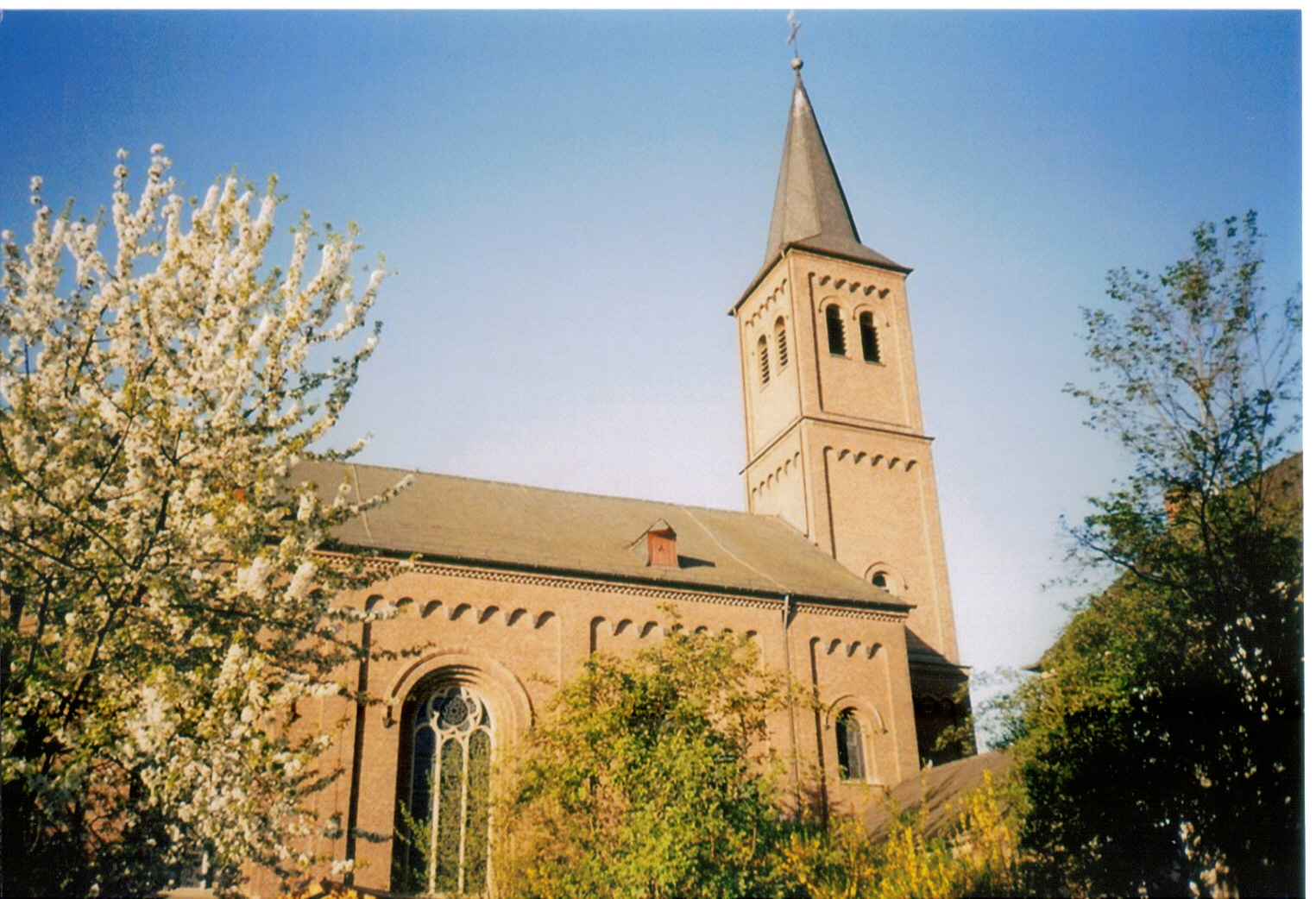
Katholische Kirche St. Pankratius

St. Pankratius, Gefallenentafeln des Ersten Weltkrieges

Seit 1797 war Franz Adam Cremerius als Maire von Worringen im Amt. Er war gleichzeitig der Eigentümer des Pilgramshof und des Bergerhof. Nachdem 1815 Worringen an das Königreich Preußen gefallen war, blieb er bis 1835 als Bürgermeister im Amt. 1819 versuchte Franz Adam Cremerius vergeblich einen Landtausch mit der Bürgermeisterei Dormagen durchzuführen. Dabei sollte das Gebiet am Rhein bis zum Haus Piwipp gegen die Ortschaften Hackhausen und Hackenbroich eingetauscht werden. Aufgrund seiner Verdienste wurde er zum Ritter des Rothen Adler Orden ernannt. Franz Adam Cremerius starb 1852 im Alter von 88 Jahren.
Von 1832 bis 1835 leitete der erste Beigeordnete der Bürgermeisterei Worringen, Theodor Bollig, die Verwaltung kommissarisch.
Als Bürgermeister folgte von 1835 bis 1866 Heinrich Bender. Er verlegte den Amtssitz von Worringen nach Fühlingen. Fühlingen lag zentral in der Bürgermeisterei Worringen. Über seine Amtszeit ist wenig bekannt. Während seiner Amtszeit kam es im Jahre 1848 auf den Rheinwiesen zu einer Versammlung von rund 8.000 Menschen, bei der Friedrich Engels und Ferdinand Lassalle eine Rede hielten. Heinrich Bender starb 1883 und wurde auf dem Friedhof in Rheinkassel beigesetzt.
Von 1866 bis 1907 – also 41 Jahre – war Matthias Bender Bürgermeister von Worringen. Er war der Sohn von Heinrich Bender. Matthias Bender verlegte die Amtsgeschäfte von Fühlingen wieder nach Worringen. Während des Kulturkampfes bekleidete er auch für 13 Jahre das Amt des Lokalschulinspektors für Worringen und Thenhoven. Außerdem war er auch noch Deichhauptmann. Von 1902 bis 1911 betrieb Matthias Bender eine Azetylen-Gasanstalt, deren Betrieb aber eingestellt werden musste. Vergeblich setzte er sich für den Bau einer Kleinbahn von Merkenich über Langel nach Worringen ein. Damit Worringen ein Rathaus erhielt, schenkte er der Gemeinde ein Grundstück. Gleichzeitig wurde während seiner Amtszeit mit Genehmigung des Gemeinderates eine kleine Verwaltung aufgebaut. So bekam Matthias Bender einen Schreiber, einen Baubeamten und einen Rendanten. Nach seiner Pensionierung unternahm Bender noch Reisen in den Orient, Afrika und Südeuropa. Er starb 1917.
Letzter Bürgermeister von Worringen war Josef Seul von 1907 bis 1922. Während seiner Amtszeit konnte 1907 das neue Rathaus bezogen werden. Gleichzeitig wurde das Personal der Verwaltung erheblich aufgestockt. Josef Seul ließ während seiner Amtszeit zahlreiche Straßen pflastern und Gräben kanalisieren. 1912 führte er Verhandlungen mit der Bayer AG über eine Ansiedlung, des Unternehmens nördlich von Worringen durch. Die Bayer AG siedelte sich einige Jahre später an, allerdings erhielt das Werk nicht den Namen Bayer Worringen, sondern Bayer Dormagen. Schließlich setzte Josef Seul die Eingemeindung der Bürgermeisterei Worringen nach Köln zum 1. April 1922 durch.

## Bevölkerungsstatistik
Struktur der Bevölkerung von Köln-Worringen (2021):
- Durchschnittsalter der Bevölkerung: 43,2 Jahre (Kölner Durchschnitt: 41,4 Jahre)
- Ausländeranteil: 15,8 % (Kölner Durchschnitt: 19,3 %)
- Arbeitslosenquote: 9,0 % (Kölner Durchschnitt: 8,6 %)

## Religion
Die römisch-katholische Pfarrkirche St. Pankratius wurde 1837 errichtet und 1848 durch den weithin sichtbaren Turm ergänzt. Bereits 1866 wurde die Kirche durch den Einbau von Gewölben und zwei Säulenreihen in eine dreischiffige Hallenkirche umgebaut. Der zu klein gewordene mittelalterliche Vorgängerbau am alten Marktplatz wurde zur Schule umgebaut. Der alte Kirchturm und das heute zum Wohnhaus umgebaute Langhaus ist noch erhalten.
Die evangelische Friedenskirche wurde 1961 fertiggestellt.
Außerdem gibt es ein Gotteshaus der neuapostolischen Kirche.

## Kultur und Freizeit

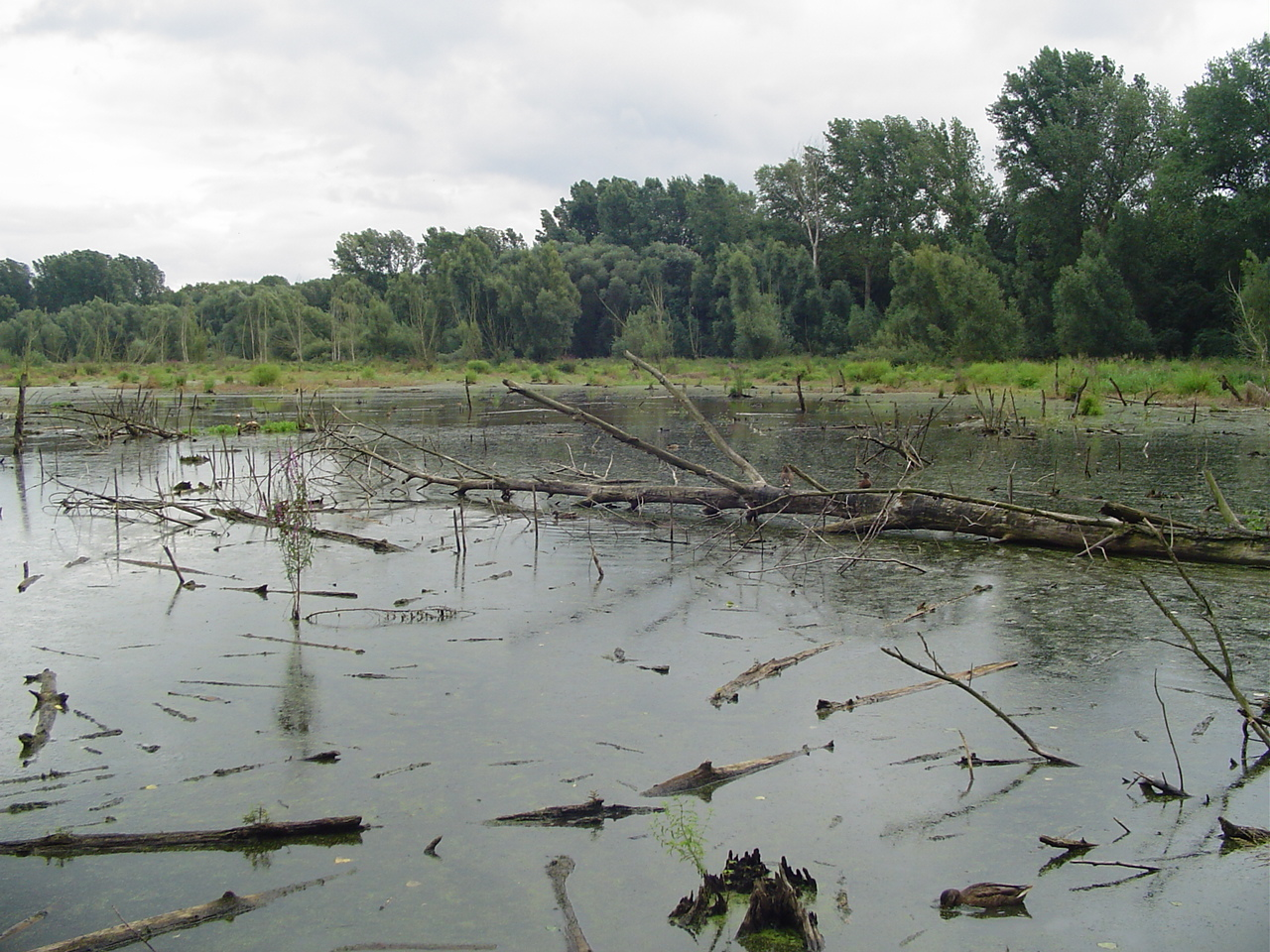
Naturschutzgebiet Worringer Bruch

### Freizeitanlagen
Südwestlich von Worringen befindet sich das Naturschutzgebiet Worringer Bruch. Hier gibt es die Möglichkeit zu ausgedehnten Wanderungen. Früher luden die Rheinauen südöstlich von Worringen zu einer Wanderung ein. Seit dem Frühjahr 2019 wurde hier jedoch eine Ausgleichsfläche für den Bau der Leverkusener Brücke geschaffen. Dadurch ist den Erholungssuchenden der Zugang zu den Rheinauen durch großflächige Elektrozaunanlagen versperrt worden.

### Vereine
Worringen hat 70 Vereine. Unter anderem befindet sich hier Kölns drittgrößter Sportverein, die SG Köln-Worringen und sechs Karnevalsvereine. Der Karnevalsumzug in Worringen darf, im Gegensatz zu allen anderen Stadtteilen, am Rosenmontag stattfinden. In Worringen sind neben der Freiwilligen Feuerwehr, die der Feuerwehr Köln angehört, unter anderem der Pfadfinder-Stamm „Gilwell“ und die KJG Worringen ansässig. Weitere Gemeinschaften finden sich im DSkV Skatclub „Wurringer Junge“ und der Vereinigung „Motorradfreunde Worringen“.

### Kultur
Das Worringer Heimatarchiv (Breiter Wall 4) veröffentlicht in diversen Ausstellungen mit Fotos, Dokumenten und Gegenständen die Ortsgeschichte.

## Wirtschaft und Infrastruktur
Zwischen Worringen und dem nördlich davon gelegenen Dormagen befinden sich ausgedehnte Anlagen der chemischen Industrie, die zum Teil auf dem Gebiet der Stadt Köln und zum Teil auf dem Gebiet der Stadt Dormagen liegen. In Worringen ist auch die deutsche Niederlassung des Chemiekonzerns Ineos angesiedelt.
Des Weiteren sind in Worringen einige kleine, zumeist Familienbetriebe angesiedelt.
Die Felder rund um Worringen werden landwirtschaftlich genutzt.
Das recht kleine Worringer Krankenhaus wurde 1981 geschlossen, als im nahegelegenen Dormagen-Hackenbroich ein modernes Kreiskrankenhaus eröffnet wurde.

### Verkehr

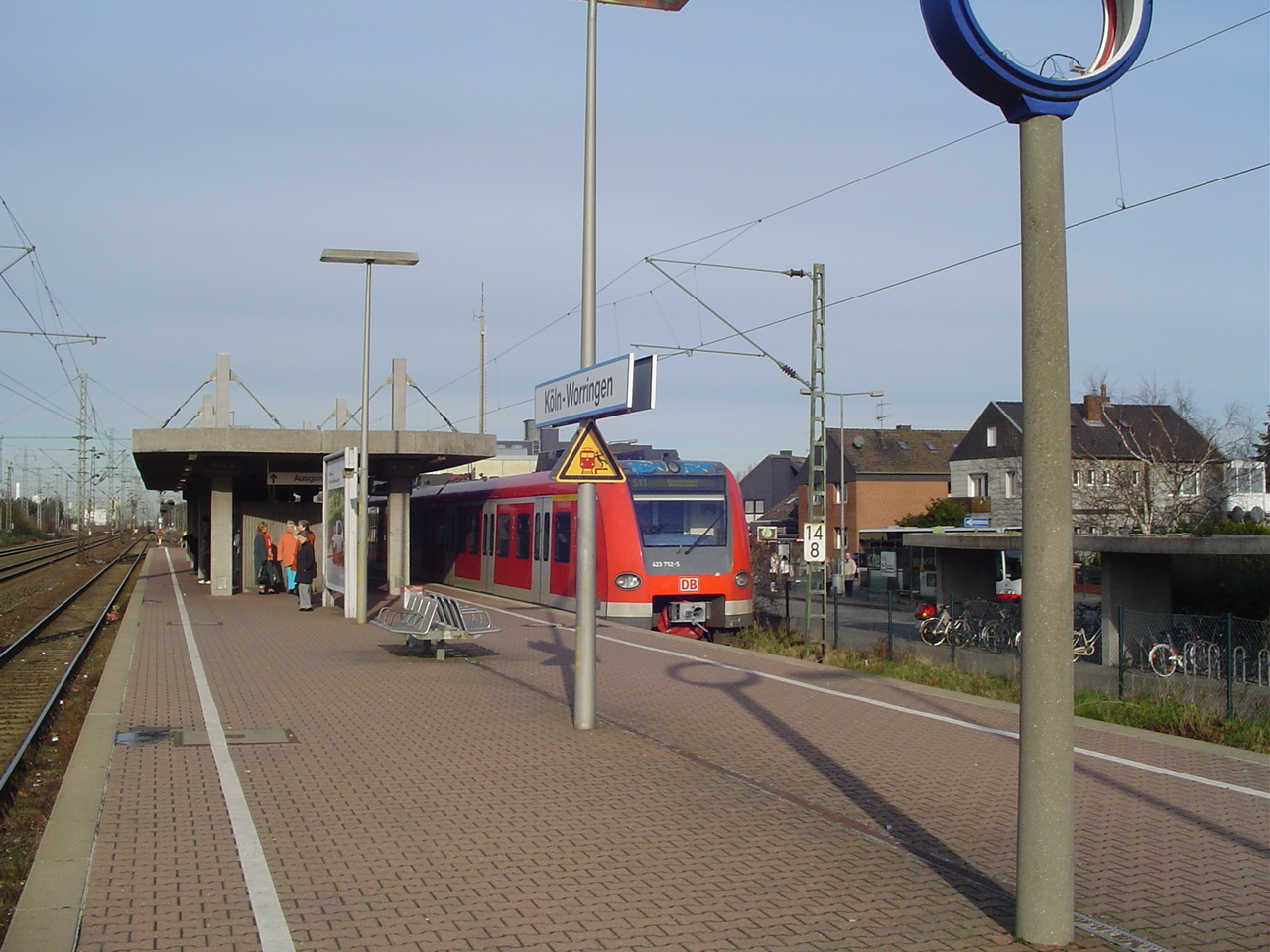
Bahnhof Worringen

Die durch den Ort führende römische Straßenverbindung von Köln über Neuss nach Xanten blieb bis heute ein wichtiger Verkehrsweg. Diese Straße verläuft nun als Bundesstraße 9, wobei der alte Ortskern bereits in den 1930er Jahren eine Umgehungsstraße erhielt.
Zur Entlastung der B 9 wurde Mitte der 60er Jahre die westlich des Ortes verlaufende A 57 erbaut. Mit der Anschlussstelle Köln-Worringen ist der Ort an das Autobahnnetz gut angebunden. Die in den 1960er Jahren geplante Querspange von der A 57 zu den rechtsrheinisch verlaufenden Autobahnen A 59 und A 3 sollte südlich des Ortes den Rhein überqueren. In den neueren Planungen ist diese Autobahn nicht mehr vorgesehen.
Als die Eisenbahnstrecke von Köln nach Krefeld erbaut wurde, erhielt Worringen einen Bahnhof, welcher sich aber größtenteils in Roggendorf/Thenhoven befindet. Der Haltepunkt Dormagen Chempark befindet sich teilweise auf dem Gebiet von Worringen. Heute halten an beiden Stationen die Züge der Linien S 6 der S-Bahn Rhein-Ruhr und S 11 der S-Bahn Köln, welche Worringen mit Köln sowie mit Dormagen, Neuss, Düsseldorf, Ratingen und Essen verbinden. Diese Linien werden heute mit modernen Triebzügen der Baureihe 422 und Baureihe 423 befahren. Bis 1984 hielten in Worringen Eilzüge der Verbindung Krefeld – Köln.
Im Eingemeindungsvertrag wurde den Worringern von Seiten der Stadt Köln auch eine Straßenbahnlinie zugesagt. Diese Bahnverbindung war als Überlandstraßenbahn bis Neuss geplant. Sie wurde allerdings wegen ihrer prognostizierten Unwirtschaftlichkeit nie gebaut, stattdessen wurde eine Busverbindung zur nächstgelegenen Straßenbahnendstation nach Köln-Weidenpesch eingerichtet. Heute verkehrt diese Buslinie über Fühlingen und Chorweiler, wo in die Stadtbahn umgestiegen werden kann, weiter nach Blumenberg.
Weitere Buslinien verbinden Worringen mit Dormagen und Pulheim-Sinnersdorf.

### Bildung
In Worringen gibt es sechs Kindergärten und zwei Grundschulen.
Die Hauptschule wurde im Sommer 2011 geschlossen. Somit ist der Ort nun ohne eine weiterführende Schule. Diese werden entweder in anderen Kölner Stadtteilen oder in Dormagen besucht.

## Persönlichkeiten

### Ehrenbürger
Am 27. Juni 1907 wurde der ehemalige Bürgermeister Mathias Bender zum Ehrenbürger ernannt.

### In Worringen geboren
- Josef Marxen, katholischer Priester, Märtyrer in Albanien
- Udo Schild (* 1963), Sänger und Songwriter